# پرستواقیانوسی قهوه‌ای
پرستواقیانوسی قهوه‌ای (نام علمی: Anous stolidus) نام یک گونه از سرده پرستواقیانوسی‌ها است.

## نگارخانه

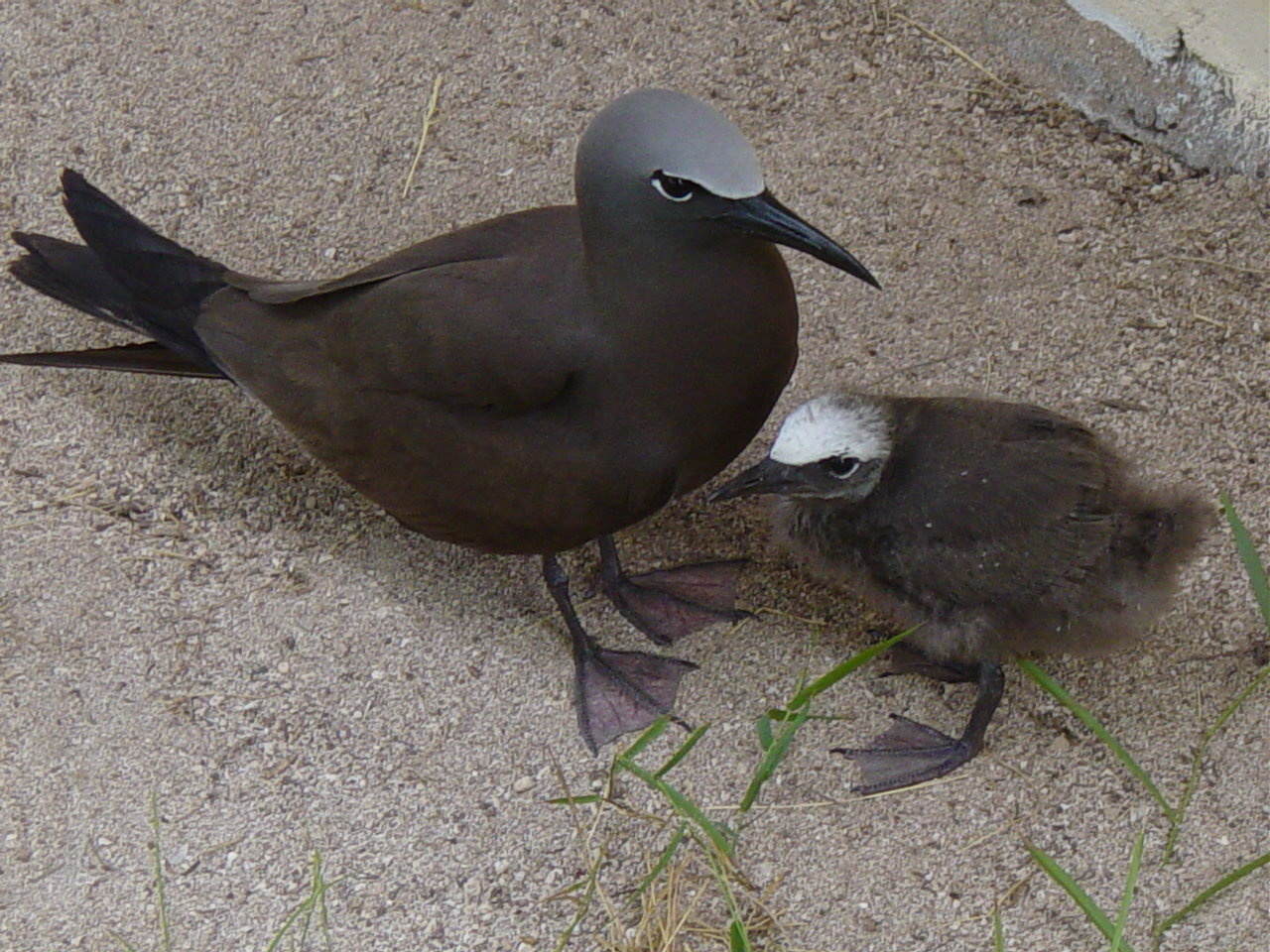
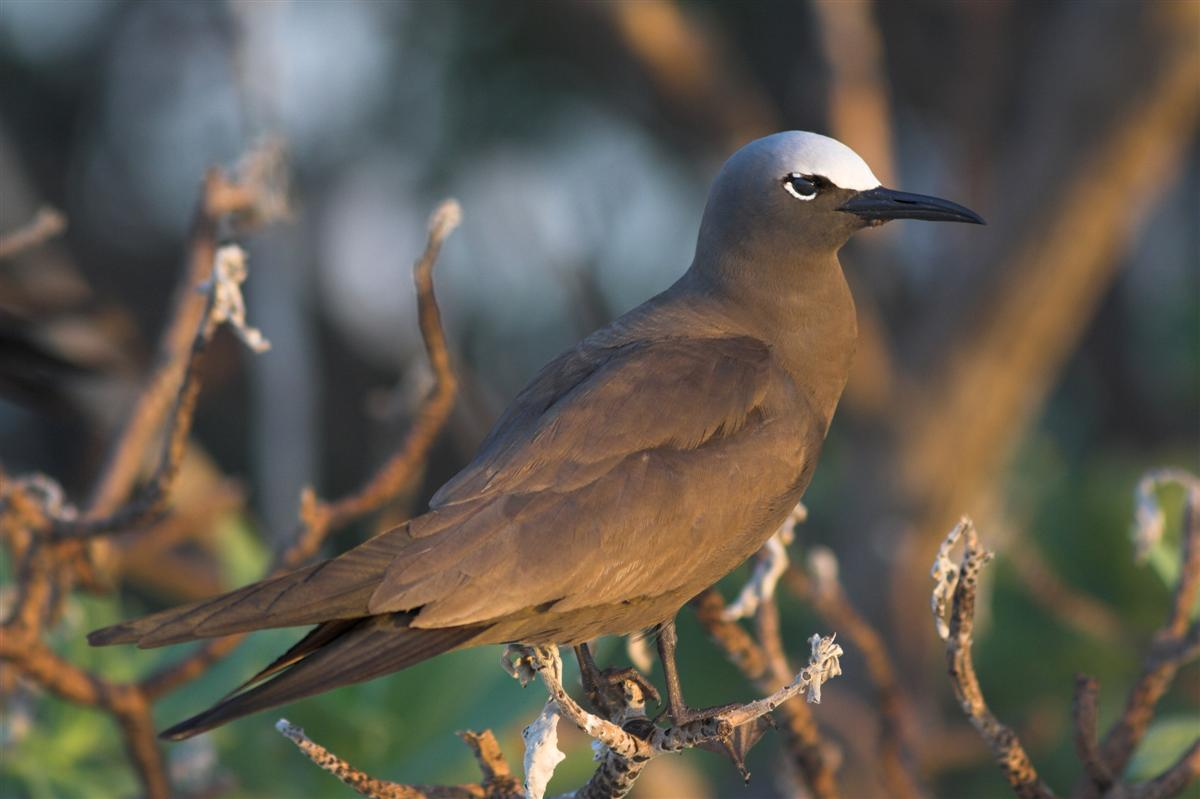
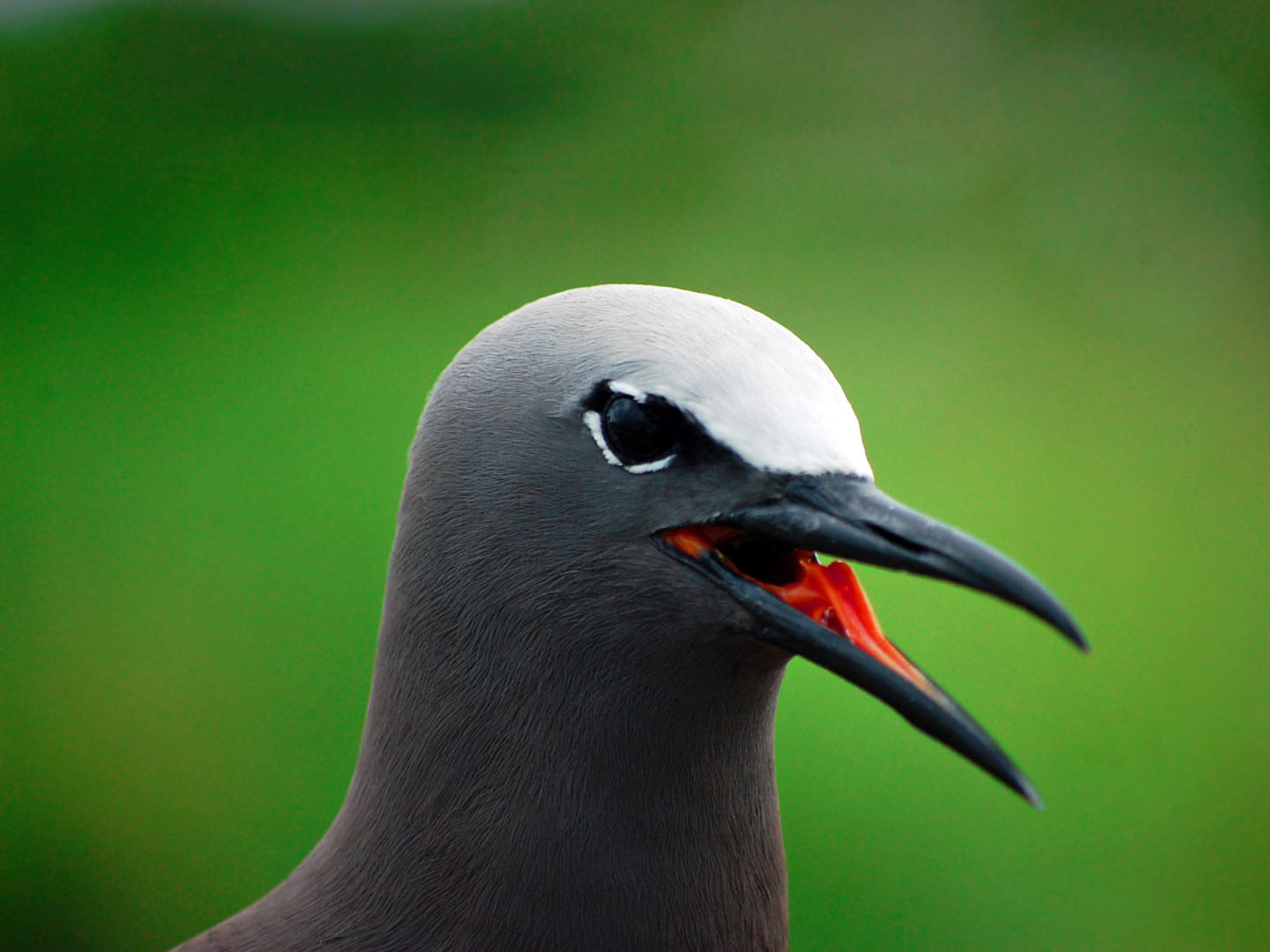
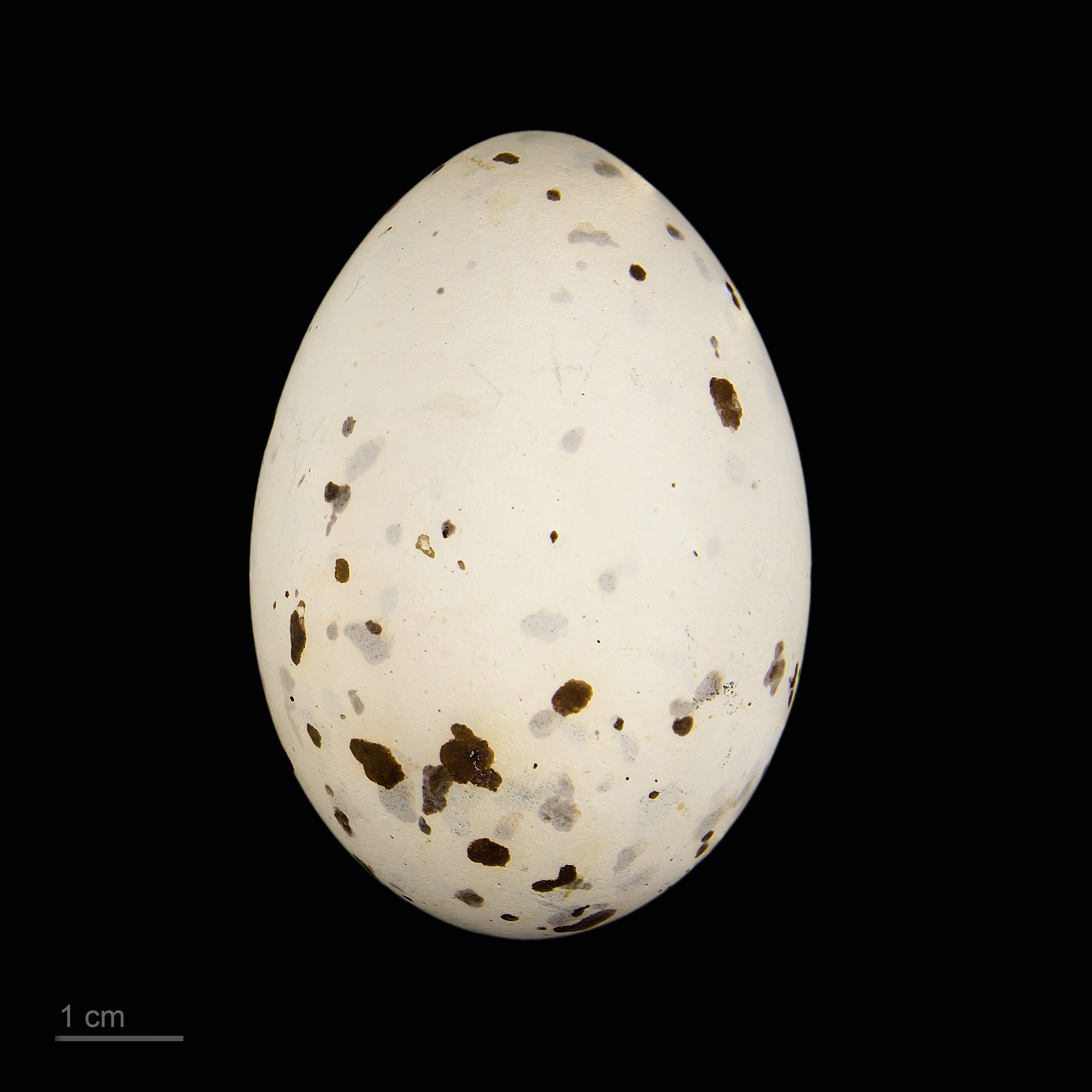
Museum specimen